# Disko
A Disko (magyarul: Diszkó) a LPS szlovén együttes dala, mellyel Szlovéniát képviselték a 2022-es Eurovíziós Dalfesztiválon Torinóban. A dal 2022. február 19-én, a szlovén nemzeti döntőben, az EMA-ban megszerzett győzelemmel érdemelte ki a dalversenyen való indulás jogát.

## Eurovíziós Dalfesztivál
2021. november 26-án vált hivatalossá, hogy az együttes alábbi dala is bekerült az EMA elnevezésű szlovén nemzeti döntő EMA Freš elnevezésű előválogatójának mezőnyébe. A dal a december 1-i párbajon szerepelt, amit megnyert. Ezután a heti párbajok győzteseinek döntőjéből is továbbjutottak az EMA Freš január 28-i döntőjébe, ahol először adták elő élőben a dalt. A zsűri választása alapján az együttes továbbjutott az EMA elődöntőjébe. A február 12-én megrendezett második elődöntőben szerepeltek, ahol a nézők második, míg a zsűri első helyre sorolta őket, így továbbjutottak a műsor döntőjébe. A február 19-i döntőben a duó dalát választották ki a nézők és a zsűri, amellyel képviselik Szlovéniát az Eurovíziós Dalfesztiválon.
A dalfesztivál előtt Amszterdamban, eurovíziós rendezvényen népszerűsítették versenydalukat.
Az Eurovíziós Dalfesztiválon a dalt először a május 10-én rendezett első elődöntőben adták elő fellépési sorrend szerint ötödikként a Svájcot képviselő Marius Bear Boys Do Cry című dala után és az Ukrajnát képviselő Kalush Orchestra Stefania című dala előtt. Összesítésben 15 ponttal a 17. helyen végeztek.
A következő szlovén induló a Joker Out Carpe Diem című dala volt a 2023-as Eurovíziós Dalfesztiválon.